# Casas Altas
Casas Altas – gmina w Hiszpanii, w prowincji Walencja, we wspólnocie autonomicznej Walencja, o powierzchni 15,95 km². W 2011 roku liczyła 158 mieszkańców.